# Music On Console
Music On Console (иначе MOC) — консольный аудиоплеер для UNIX-подобных операционных систем, основанный на библиотеке ncurses.
Проект был начат Дэмианом Пьетрасом, а в настоящее время разработка поддерживается Джоном Фицджеральдом. Разрабатывается с целью быть мощным и простым в использовании, внешним видом и некоторым расположением окон похож на интерфейс консольного файлового менеджера Midnight Commander.
Проигрыватель прост в настройке, есть поддержка ALSA, OSS или JACK. Поддерживает команды оболочки, имеет легконастраиваемые цветовые схемы, настройка интерфейса (к примеру, можно изменить расположение панелей по своему вкусу). MOC может работать только с одним плей-листом (который поддерживает формат m3u).
Бинарный файл носит название «mocp» для запуска «MOC Player», так как существует конфликт с утилитой Qt, которая имеет схожее название «moc».